# Saint-Oyen (Vall d'Aosta)
Saint-Oyen (arpità Sent-Oyen) és un municipi italià, situat a la regió de Vall d'Aosta. L'any 2007 tenia 216 habitants. Limita amb els municipis de Bourg-Saint-Pierre (Valais), Étroubles, Gignod i Saint-Rhémy-en-Bosses.

## Administració

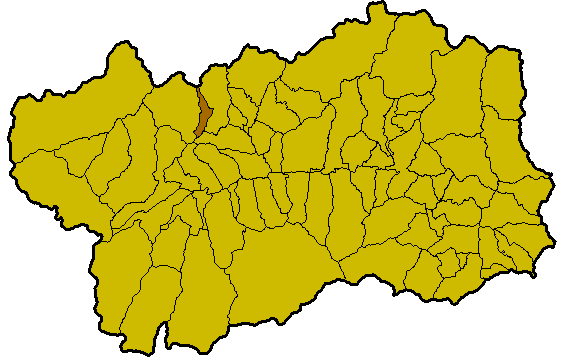
Situació de Saint-Oyen a la Vall

| Període | Identitat       | Partit        |
| ------- | --------------- | ------------- |
| 2005-   | Giampiero Collé | Llista cívica |